# César Allemand
César Allemand est un homme politique français né le 10 juin 1846 à Riez (Basses-Alpes) et mort le 27 janvier 1918 à Allemagne-en-Provence (Basses-Alpes).

## Biographie
Fils de Prosper Allemand, député des Basses-Alpes, il est médecin et suit les traces de son père en politique. Maire de Riez de 1879 à 1901, conseiller général, il est sénateur des Basses-Alpes, inscrit au groupe de la Gauche républicaine, de 1897 à 1903.